# Senatsplatsen

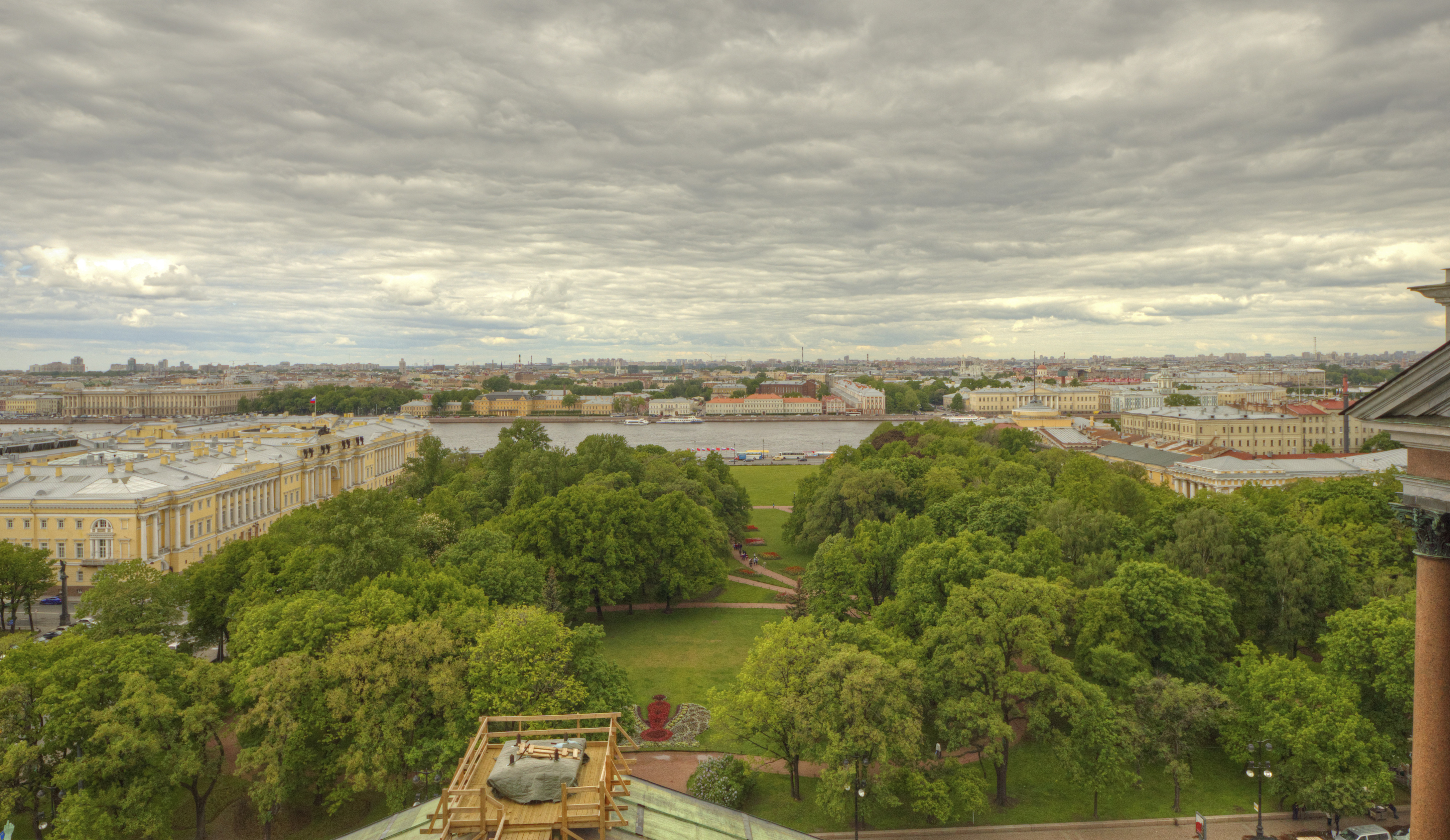
Senatsplatsen sedd från observationsplattformen på Isakskatedralens kupol

Senatsplatsen (ryska: Сенатская площадь), tidigare Dekabristplatsen (Площадь Декабристов) mellan 1925 och 2008, och ursprungligen Petersplatsen (Петровская площадь) före 1925, är ett torg i Sankt Petersburg i Ryssland. Det är beläget på Store Nevas vänstra strand, framför Isakskatedralen. 
Platsen inrättades 1704 som en del av vallen framför Amiralitetet. Den uppkallades efter Peter den store. År 1874 blev Senatsplatsen en del av Alexanderparken vid Amiralitetet. År 1925 ändrades namnet till Dekabristplatsen till minne av Dekabristupproret 1825.
Platsen avgränsas av Amiralitetsbyggnaden i öster. I väster ligger Den regerande senaten och heliga synodens gamla kanslibyggnad, idag säte för Rysslands konstitutionsdomstol.
Mot Neva finns Bronsryttaren, en ryttarstaty från 1782, som Katarina II lät uppföra till åminnelse av stadens grundare Peter den store. Sockeln utgörs av megaliten Åskstenen. 

## Bildgalleri

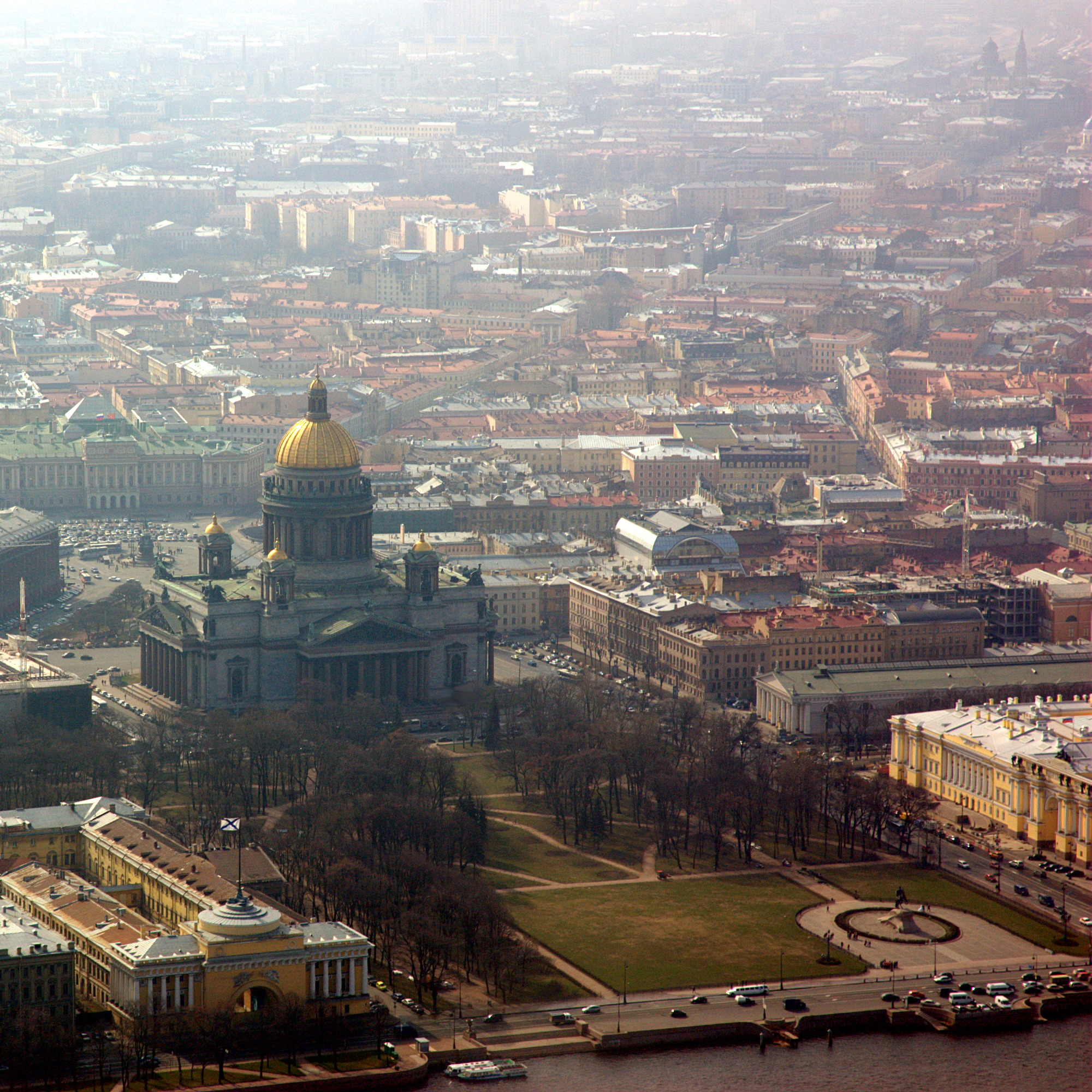
Översiktsbild
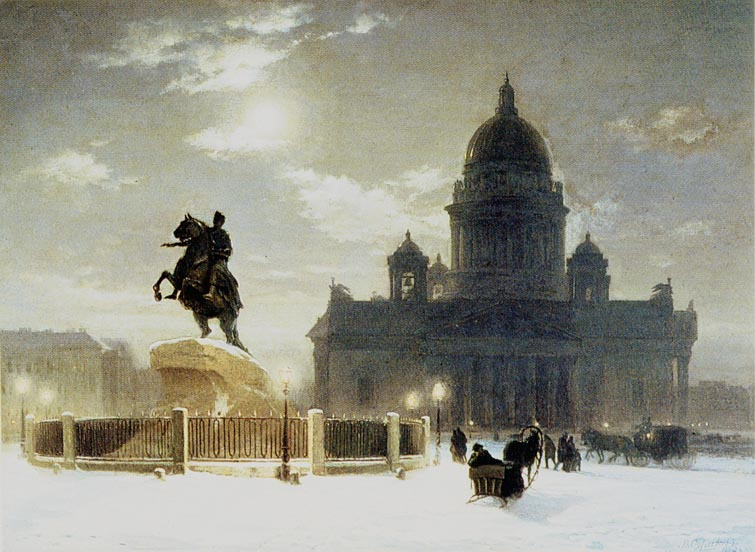
Bronsryttaren och Isakskatedralen
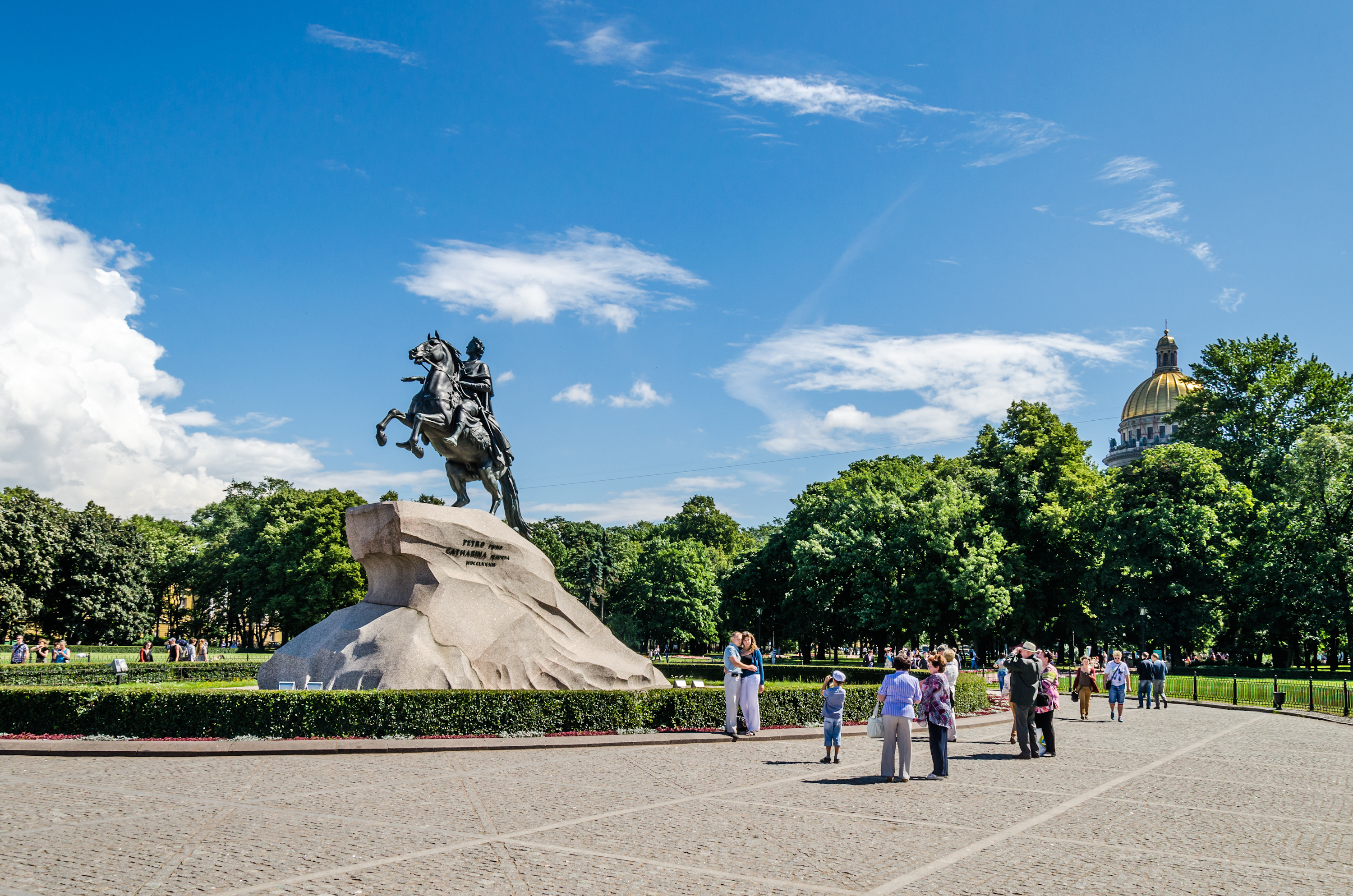
Bronryttaren på tidigare Åskstenen
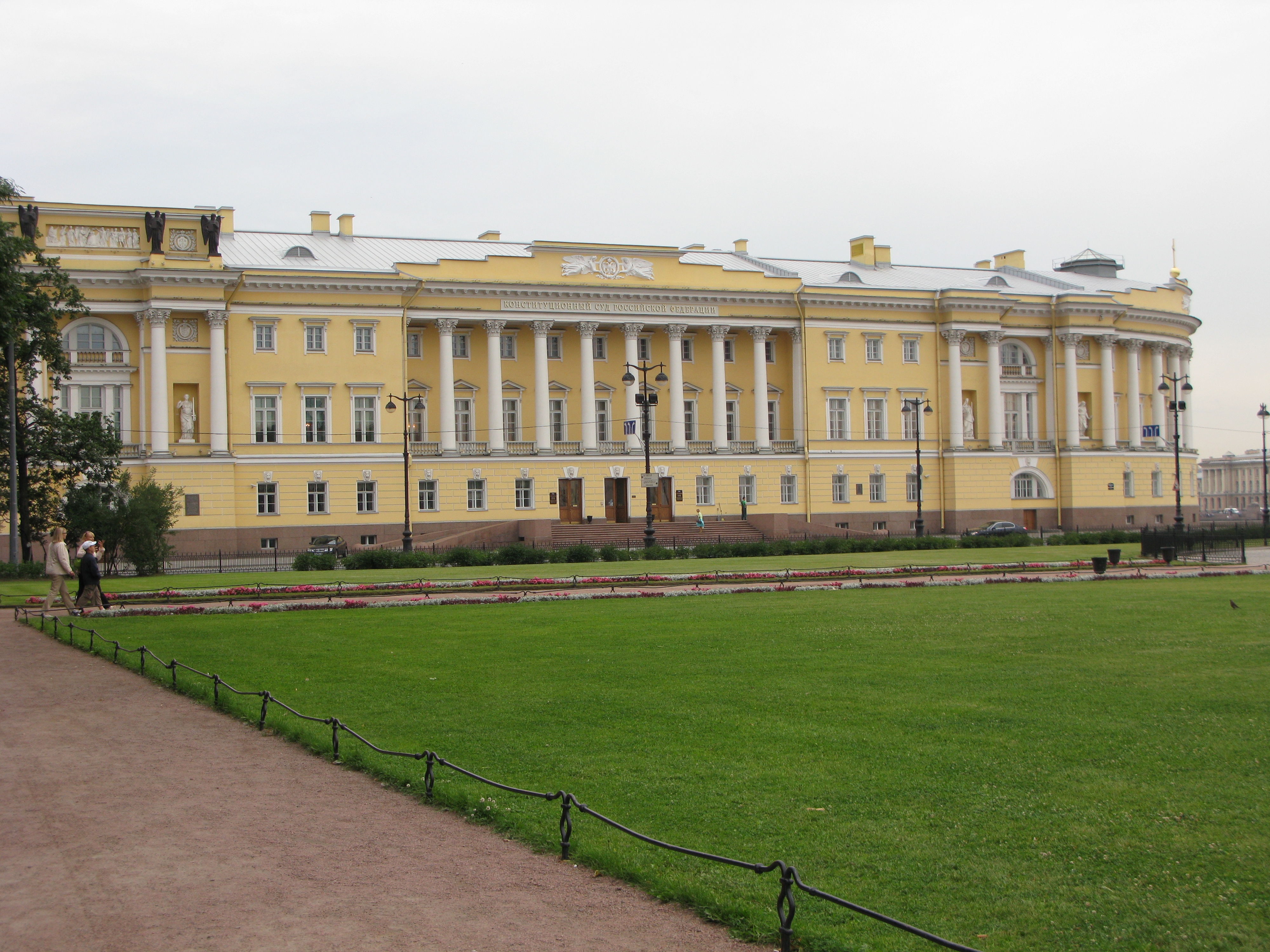
Den regerande senaten och heliga synodens gamla kanslibyggnad, numera Rysslands konstitutionsdomstol
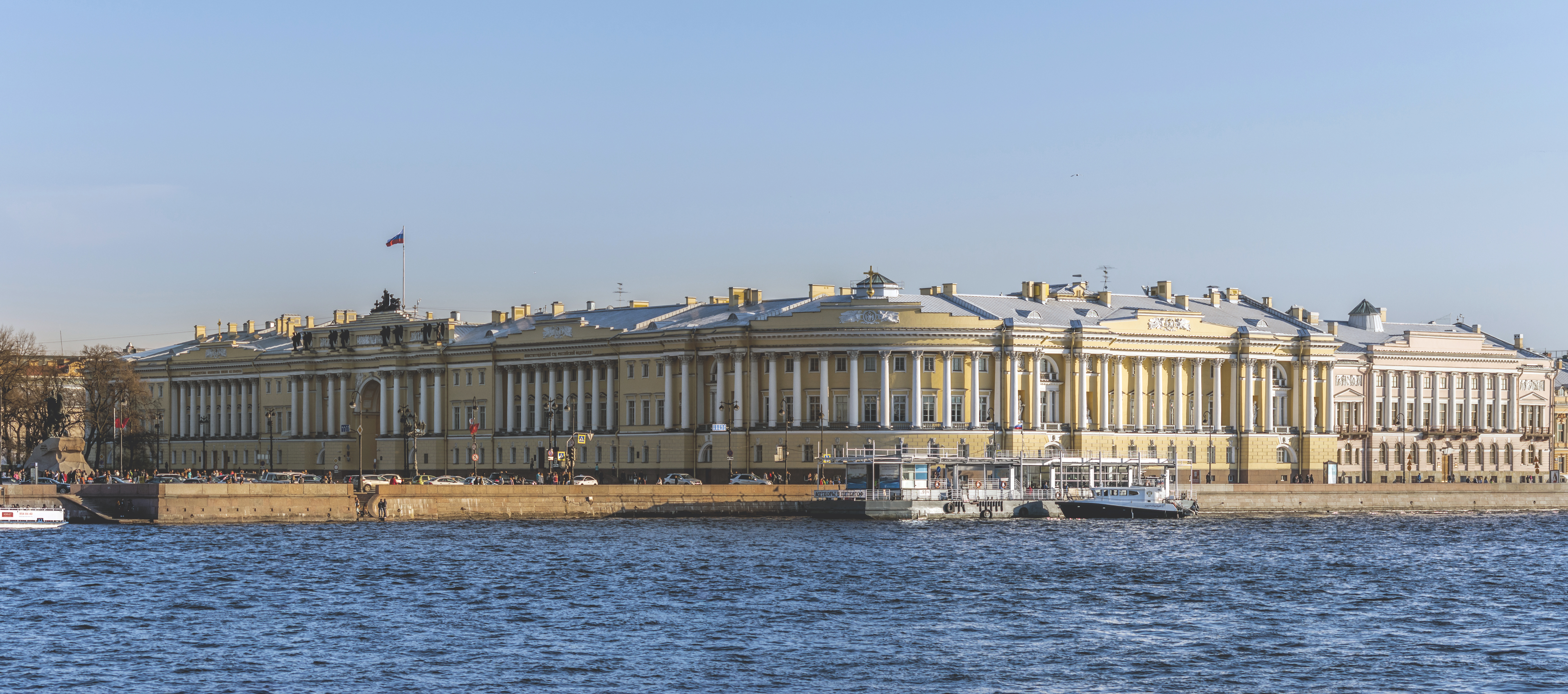
Neva och Senats- och synodbyggnaden
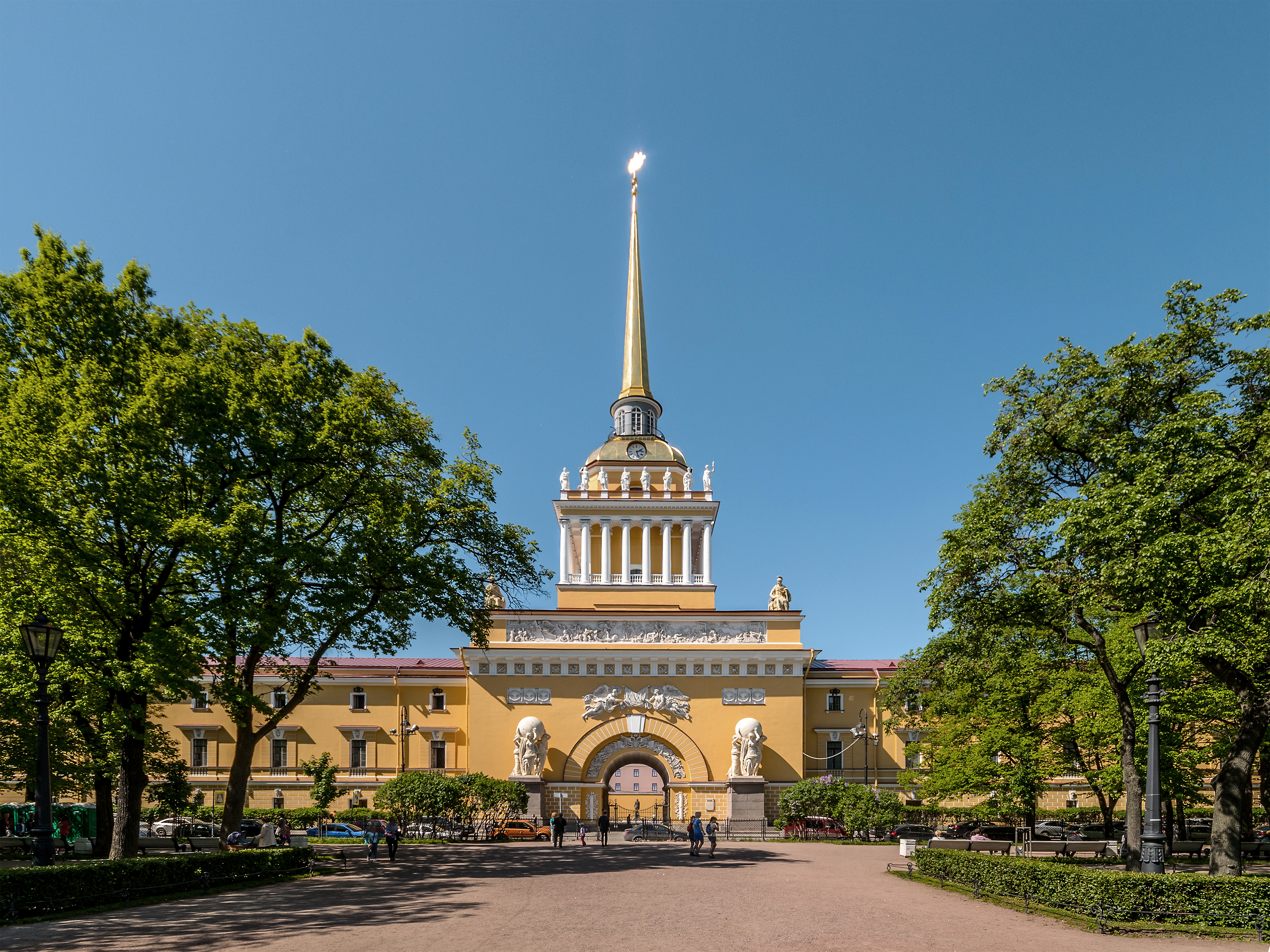
Amiralitetsbyggnaden